# Geroneura wilsoni
Geroneura wilsoni là một loài côn trùng trong họ Incertae Sedis (Neoptera) thuộc bộ Incertae Sedis (Neoptera). Loài này được Matthew miêu tả năm 1888.